# Jornalismo tabloide

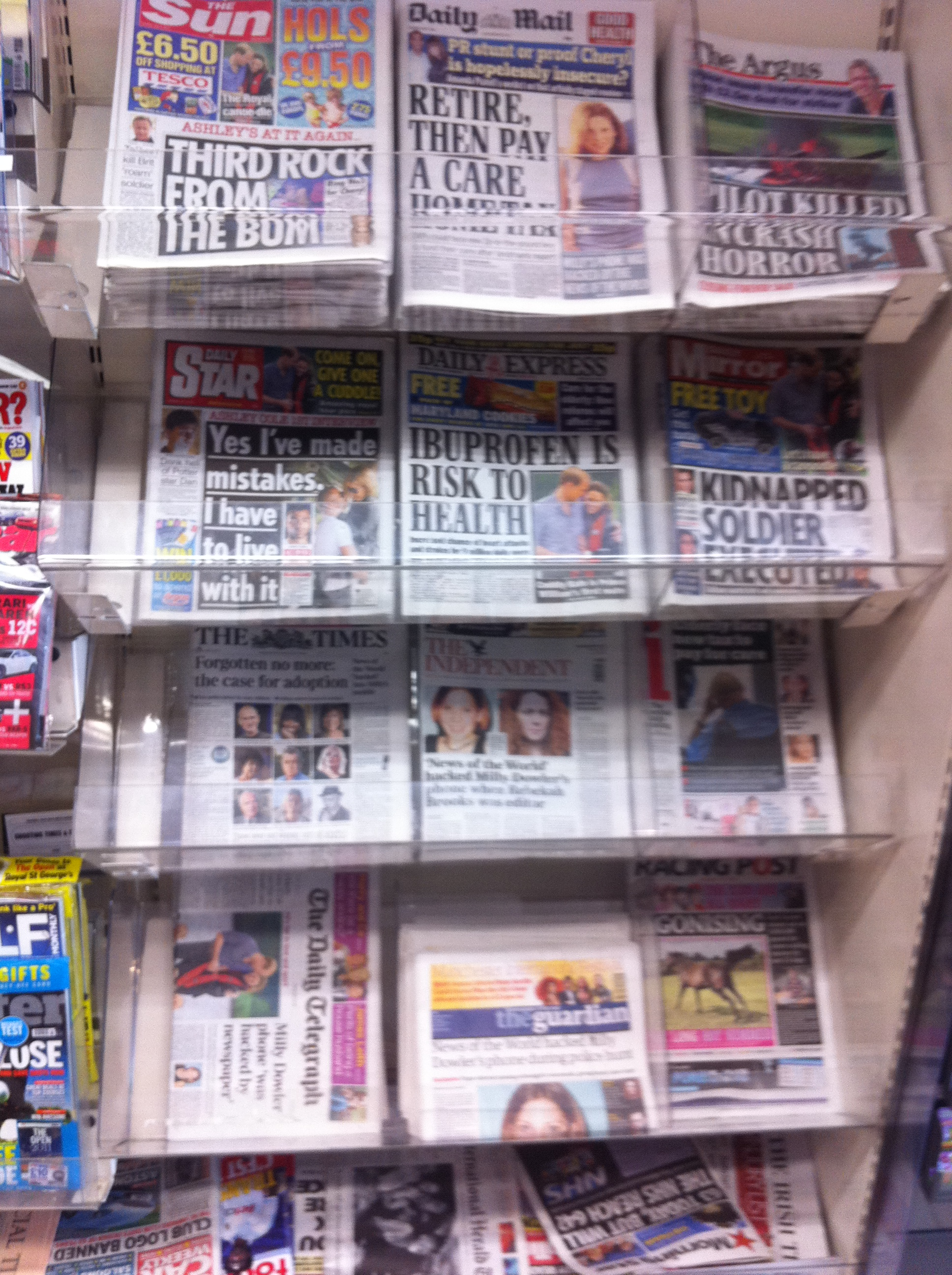
Exposição de jornais britânicos, muitos dos quais são tabloides

Jornalismo tabloide é um estilo popular de jornalismo amplamente sensacionalista (geralmente dramatizado e às vezes não verificável ou mesmo flagrantemente falso), que leva o nome do formato de jornal tabloide: um jornal de pequeno porte também conhecido como meio standard (ou half broadsheet). Nem todos os jornais associados ao jornalismo tabloide são tabloides, e nem todos os jornais tabloides se dedicam ao jornalismo tabloide; em particular, desde por volta do ano 2000, muitos jornais de formato standard foram convertidos para o formato tabloide mais compacto.
Em alguns casos, celebridades processaram com sucesso esses tipos de jornais por difamação, demonstrando que as histórias dos tabloides as difamaram.
O jornalismo tabloide mudou na última década para plataformas online que procuram atingir e atrair os consumidores jovens com notícias e entretenimento sobre celebridades.

## Jornais de escândalo
Jornais ou revistas de escândalo (em inglês: scandal sheets) foram os precursores do jornalismo tabloide. Por volta de 1770, jornais de escândalo apareceram em Londres e nos Estados Unidos já na década de 1840. O reverendo Henry Bate foi o editor de um dos primeiros jornais de escândalos, The Morning Post, que se especializou em publicar fofocas maliciosas da sociedade, vendendo menções positivas em seus jornais e cobrando taxas de supressão para manter as histórias inéditas.
:11–14 Outros jornais de escândalos da era georgiana foram John Bull de Theodore Hook, The Age de Charles Molloy Westmacott e The Satirist de Barnard Gregory.
:53 William d'Alton Mann, proprietário do jornal de escândalos Town Topics, explicou seu objetivo: "Minha ambição é reformar os Quatrocentos [en], deixando-os profundamente enojados consigo mesmos para continuar com seu estilo de vida tolo e vazio."
:93 Muitos jornais de escândalo nos Estados Unidos foram tentativas de chantagem de curta duração.
:90 Um dos mais populares nos Estados foi o National Police Gazette.
Os jornais de escândalo no início do século XX eram geralmente jornais baratos de 4 ou 8 páginas especializados no lúgubre e profano, às vezes usados para promover interesses políticos, ideológicos ou pessoais, às vezes para ganhar dinheiro (porque "escândalos vendem") e às vezes para extorsão. Um exemplo foi The Rip-saw, escrito por um jornalista puritano chamado John R. Morrison, que ficou indignado com o vício e a corrupção que observou na cidade mineira de Duluth, em Minnesota, dos anos 1920. O Rip-saw publicava regularmente acusações de embriaguez, libertinagem e corrupção contra cidadãos e funcionários públicos. Morrison foi condenado por difamação criminal em uma instância, mas seu jornal de escândalo pode ter contribuído para que vários políticos perdessem suas eleições. Depois que Morrison publicou uma edição alegando que o senador estadual Mike Boylan havia ameaçado matá-lo, Boylan respondeu ajudando a aprovar a Lei de Perturbação Pública de 1925. A lei permitia que um único juiz, sem júri, impedisse a publicação de um jornal ou revista, para sempre. Morrison morreu antes que a nova lei pudesse ser usada para fechar oThe Rip-saw. O The Saturday Press foi outro jornal de escândalo de Minnesota. Quando a Lei de Perturbação Pública de 1925 foi usada para fechar o The Saturday Press, o caso chegou à Suprema Corte dos Estados Unidos, que considerou a ordem de silêncio inconstitucional.

## Tabloides de supermercado
Nos Estados Unidos e no Canadá, os "tabloides de supermercado" são grandes versões nacionais desses tabloides, geralmente publicadas semanalmente. Eles são nomeados por sua colocação ao longo das filas de caixas de supermercado .
Na década de 1960, o National Enquirer começou a vender revistas em supermercados como uma alternativa às bancas de jornal. Para ajudar em seu relacionamento com os supermercados e continuar sua franquia dentro deles, eles se ofereceram para comprar de volta os exemplares não vendidos para que os mais novos e atualizados pudessem ser exibidos.
Esses tabloides — como o The Globe e o National Enquirer — costumam usar táticas agressivas e geralmente maldosas para vender suas edições. Ao contrário dos jornais regulares em formato tabloide, os tabloides de supermercado são distribuídos por meio do canal de distribuição de revistas, como outras revistas semanais e livros de bolso do mercado de massa. Os principais exemplos incluem o National Enquirer, Star, Weekly World News (mais tarde reinventado como uma paródia do estilo) e o Sun. A maioria dos grandes tabloides de supermercados nos Estados Unidos são publicados pela American Media, Inc, incluindo National Enquirer, Star, The Globe e National Examiner.
Um grande evento na história dos tabloides de supermercados dos Estados Unidos foi o bem-sucedido processo por difamação de Carol Burnett contra o National Enquirer (caso Carol Burnett v. National Enquirer, Inc.), decorrente de uma reportagem falsa de 1976 no National Enquirer sugerindo que ela estava bêbada e agitada em um encontro público com o secretário de Estado dos EUA, Henry Kissinger. Embora o impacto do caso seja amplamente debatido, é visto geralmente como um ponto de virada significativo nas relações entre as celebridades e o jornalismo tabloide, aumentando a disposição das celebridades nos Estados Unidos de processar por difamação e atenuando um pouco a imprudência dos tabloides estadunidenses. Outras celebridades tentaram processar tabloides por difamação e calúnia, incluindo Phil McGraw em 2016 e Richard Simmons em 2017.
Tabloides podem pagar por histórias. Além de furos destinados a ser manchetes, isso pode ser usado para censurar histórias prejudiciais aos aliados do jornal. Conhecidos como "pegar e matar", os tabloides podem pagar a alguém pelos direitos exclusivos de uma história e depois optar por não publicá-la, preservando a imagem de algum aliado. A editora American Media foi acusada de enterrar histórias embaraçosas para Arnold Schwarzenegger, Donald Trump, e Harvey Weinstein.

## Red tops
O termo "red tops" (topo vermelho) refere-se a tabloides britânicos que têm cabeçalhos vermelhos, como The Sun, Daily Star, Daily Mirror e Daily Record.

## Jornalismo tabloide moderno
No início do século XXI, grande parte do jornalismo tabloide e da produção de notícias mudaram as mídias para formatos online. Essa mudança foi feita para acompanhar a era da mídia digital e permitir maior acessibilidade dos leitores. Com um declínio constante nos jornais pagos, a lacuna foi preenchida por esperados artigos diários gratuitos, principalmente no formato tabloide. Os leitores de tabloides são geralmente jovens e estudos mostram que os consumidores de tabloides são, em média, menos educados. Muitas vezes, pode retratar notícias imprecisas e deturpar indivíduos e situações.